# Szczepan Ścibior

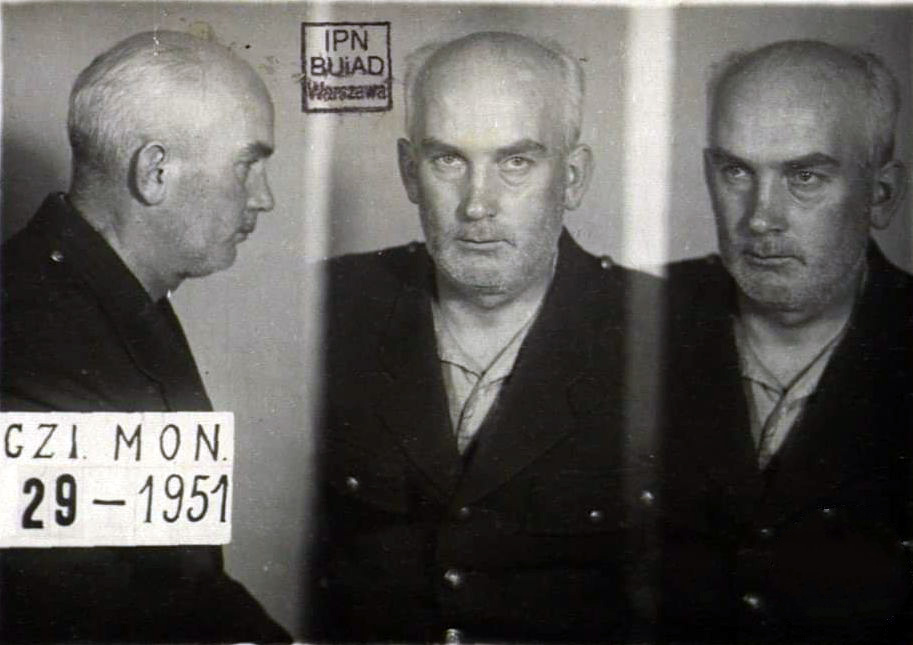
Szczepan Ścibior po aresztowaniu przez Główny Zarząd Informacji 1951

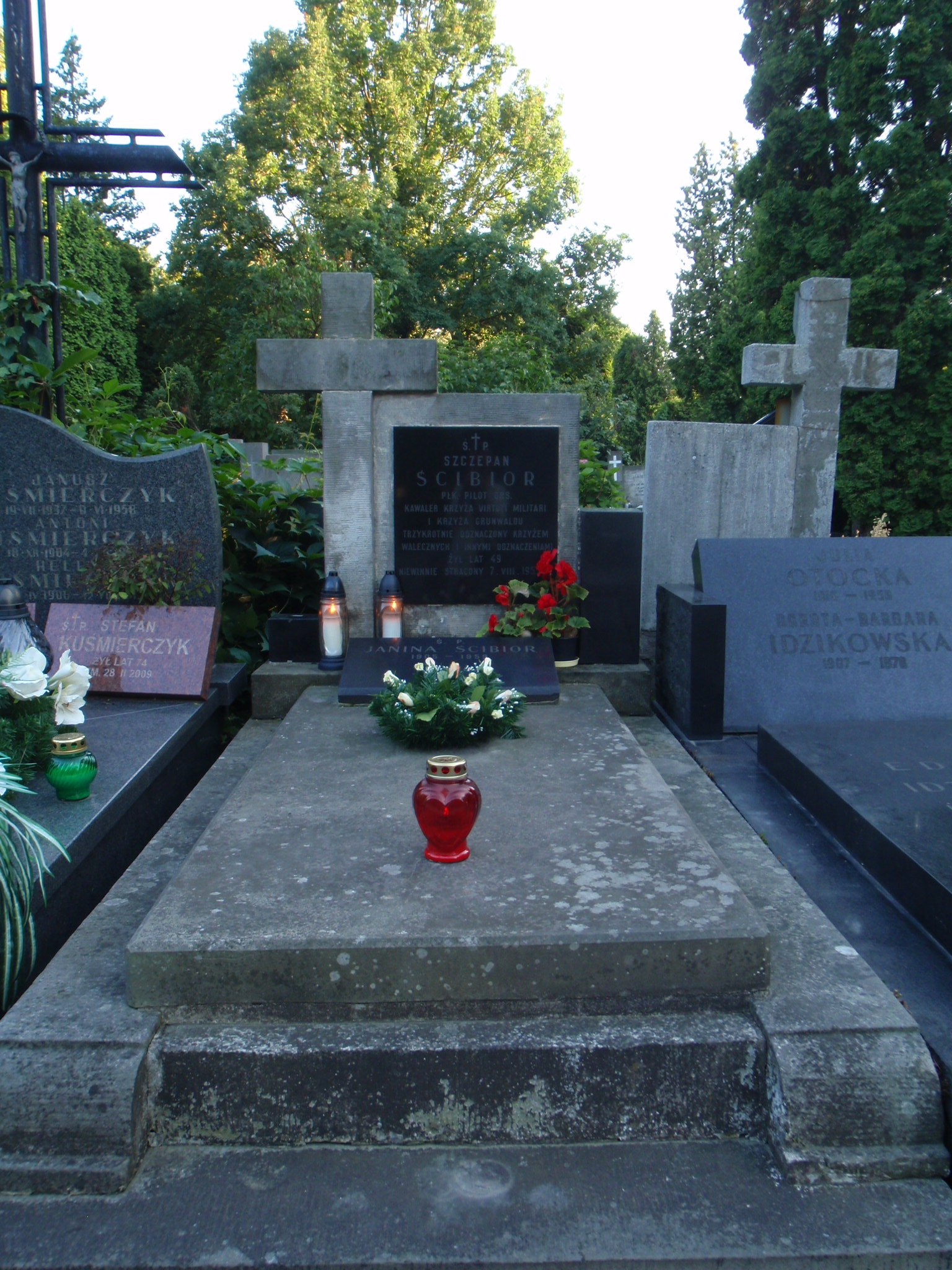
Grób Szczepana Ścibiora na Powązkach Wojskowych w Warszawie

Szczepan Ścibior (ur. 13 grudnia 1903 w Uniejowie, zm. 7 sierpnia 1952 w Warszawie) – pułkownik pilot Wojska Polskiego.

## Życiorys

### Okres przedwojenny
Był synem Michała Ścibiora i Joanny z Kokrzyckich. Uczęszczał do szkoły powszechnej i gimnazjum w Uniejowie. W 1924 wstąpił do Szkoły Podchorążych Piechoty w Warszawie, którą ukończył w stopniu kaprala podchorążego. Następnie służył w 61 pułku piechoty w Bydgoszczy jako dowódca drużyny. W latach 1925–1927 studiował w Oficerskiej Szkole Lotniczej w Grudziądzu, po zakończeniu której dostał awans do stopnia starszego sierżanta podchorążego obserwatora. Do 1937 służył w 3 pułku lotniczym w Poznaniu, w którym najpierw awansował na stopień porucznika, a następnie kapitana ze starszeństwem z 1 stycznia 1936.
Od 3 listopada 1937 był słuchaczem II Kursu Wyższej Szkoły Lotniczej w Warszawie. W 1939 pełnił służbę w Grupie Szkół Lotniczych w Warszawie na stanowisku oficera do spraw wyszkolenia technicznego.

### Okres wojny
Po agresji III Rzeszy na Polskę wraz ze sztabem został ewakuowany na wschód. Po agresji ZSRR na Polskę ewakuowany do Rumunii, gdzie internowano go w obozie w Tulczy. Wkrótce wyjechał do Francji, gdzie przydzielono go do dywizjonu szkolnego lotnictwa myśliwskiego jako pilota instruktora. Po upadku Francji przedostał się do Wielkiej Brytanii. Pod koniec sierpnia 1940 został dowódcą 1. eskadry 305 dywizjonu bombowego Ziemi Wielkopolskiej i Lidzkiej im. Marszałka Józefa Piłsudskiego. W 1941 krótko dowodził dywizjonem, gdyż 6 sierpnia podczas lotu bojowego został zestrzelony nad Belgią. Zdołał się uratować, przedostać do Brukseli, gdzie zajęła się nim ludność cywilna, ale wkrótce został aresztowany przez Gestapo i do końca wojny przebywał w obozach jenieckich, najdłużej w Stalagu Luft III (Żagań; 1942–1945), a po jego ewakuacji w styczniu 1945 r., w oflagu w Lubece. Po wyzwoleniu przez żołnierzy brytyjskiej 2 Armii ewakuowany do Wielkiej Brytanii. Po powrocie do macierzystej jednostki otrzymał od gen. bryg. Mateusza Iżyckiego Krzyż Srebrny Virtuti Militari, który został mu przyznany w sierpniu 1941 r., tuż po zestrzeleniu i dostaniu się do niewoli.

### Okres powojenny
Postanowił powrócić do Polski, do swojej rodziny, żony i dwóch córek. Oczekiwał na transport w obozie repatriacyjnym w Whitburn w Szkocji. 20 marca 1946 r. opuścił wyspy brytyjskie statkiem płynącym do Gdyni. Powracających żołnierzy: 20 oficerów, 157 podoficerów, 867 szeregowców przywitała uroczyście orkiestra wojskowa i kompania honorowa 16 Dywizji Piechoty.

Podczas przywitania odczytano rozkaz Naczelnego Dowództwa Wojska Polskiego z 2 stycznia 1946 roku: Do żołnierzy polskich powracających z Anglii do Polski! Naród polski jest dumny z tego, żeście w najtragiczniejszych dla Anglii chwilach bronili ją ofiarnie i skutecznie. [....] Jednak zasługi Wasze ocenić potrafi tylko Wasza Ojczyzna...

Mjr Ścibior wysłuchał ten rozkaz podczas przywitania, chciał nadal służyć w lotnictwie w Polsce.
W komendzie uzupełnień w Turku został wpisany do wojskowej ewidencji przeszedł badania lekarskie i otrzymał zaświadczenie że został przeniesiony do rezerwy. Rozgoryczony tą decyzją udał się do Biura Personalnego WP, ponownie wypełnił arkusz ewidencyjny, następnego dnia 10 maja 1946 decyzją Rejonowej Komendy Uzupełnień Warszawa-Śródmieście, został zweryfikowany do stopnia podpułkownika od 11 maja 1946 r. 23 marca 1946 rozpoczął służbę wojskową, dostał przydział do pułku 7 samodzielnego bombardująco-nurkowego pułku lotniczego, gdzie objął funkcję dublera rosyjskiego dowódcy pułku ppłk. Michała Bożenowa w Łęczycy, a 21 sierpnia 1946 r. został mianowany na stanowisko dowódcy pułku. Do końca grudnia 1946 pułkownik Ścibior posiadał największy nalot w pułku, na różnych typach samolotów wylatał 2884 godzin.
Rozkazem Ministerstwa Obrony Narodowej z 2 października 1946 r. otrzymał Order Odrodzenia Polski, a w grudniu otrzymał awans na stopień pułkownika. Decyzją marszałka Polski Rola-Żymierskiego został skierowany na stanowisko komendanta Oficerskiej Szkoły Lotniczej w Dęblinie, gdzie zastąpił Władysława Madejskiego.
W czerwcu 1949 podczas ceremonii wręczenia sztandaru szkole, marszałek Rola-Żymierski gratulował komendantowi dobrego wyszkolenia podchorążych. Pracę komendanta szkoły w 1950 r. nadzorowała Informacja Wojskowa, w której opinii Ścibior utrzymywał kontakty z tzw. elementem podejrzanym, z byłymi żołnierzami Polskich Sił Powietrznych na Zachodzie którzy powrócili do kraju. Rozpoczęły się narastające kontrole w szkole w Dęblinie, aresztowano znajomych oficerów repatriantów przybyłych z Wielkiej Brytanii.

### Więzienie, śmierć
9 sierpnia 1951 w Dęblinie został aresztowany przez Informację Wojskową. Torturowany w czasie trwającego osiem miesięcy śledztwa. 13 maja 1952 został skazany przez Najwyższy Sąd Wojskowy pod przewodnictwem płk Piotra Parzenieckiego na podstawie art.86 § 1 ,2 KKWP na karę śmierci (wraz z pułkownikami Bernardem Adameckim, Augustem Menczakiem, Władysławem Minakowskim, Józefem Jungravem i Stanisławem Michowskim). Bolesław Bierut nie skorzystał z prawa łaski. Stracony 7 sierpnia 1952 w więzieniu mokotowskim. 
Najwyższy Sąd Wojskowy stwierdził 26 kwietnia 1956 jego niewinność i uchylił wyrok z 1952. Dokładne miejsce pochówku długo pozostawało nieznane. Jego symboliczny grób znajduje się na Cmentarzu Powązkowskim w Warszawie (kwatera B II 28 rz. 1 m. 28).
Pochowany anonimowo w kwaterze na Łączce Cmentarza Wojskowego na Powązkach, jego szczątki zostały odnalezione przez Instytut Pamięci Narodowej w wyniku prac ekshumacyjnych w 2017, a o ich identyfikacji poinformowano publicznie 4 października 2018. Postanowieniem Prezydenta RP z dnia 11 marca 2019 roku, mianowany pośmiertnie na stopień generała brygady. W listopadzie 2019 r. został pochowany naprzeciwko kościoła garnizonowego pod wezwaniem Matki Boskiej Loretańskiej w Dęblinie.

## Ordery i odznaczenia
- Krzyż Srebrny Orderu Virtuti Militari (1941) nr 9133[9]
- Krzyż Oficerski Orderu Odrodzenia Polski (1946)
- Krzyż Walecznych – trzykrotnie
- Order Krzyża Grunwaldu III klasy
- Polowa Odznaka Pilota[10]

## Upamiętnienie
- Szkoła Podstawowa w Wieleninie otrzymała imię płk. pil. Szczepana Ścibiora;
- MJDOP otrzymała imię płk. pil. Szczepana Ścibiora (2018)[11].
- płk pilot Szczepan Ścibior  dnia 22 lutego 2019 roku został uhonorowany pośmiertne tytułem Honorowego Obywatela Miasta Uniejowa oraz odsłonięciem tablicy pamiątkowej 17 marca 2019 r. w Kolegiacie pw. Wniebowzięcia Najświętszej Marii Panny w Uniejowie[12].